# Bathypterois grallator
Bathypterois grallator (Goode & Bean, 1886), conosciuto comunemente come pesce tripode, è un pesce abissale dall'insolita forma e appartenente alla famiglia Ipnopidae.

## Distribuzione e habitat
Questa specie è stata segnalata alcune volte nel Mar Mediterraneo ed è diffusa pressoché in tutti gli oceani, dove è diffuso nelle acque profonde tra gli 800 e i 4500 metri di profondità.

## Descrizione
Presenta un corpo snello e allungato, con piccoli occhi ma fauci capaci di grande apertura. Si ritiene che le pinne pettorali, simili alle ali di un pipistrello e dotate di terminazioni nervose, abbiano funzioni sensoriali.
La caratteristica più evidente di questo pesce sono i tre raggi rigidi che si prolungano dalla pinna caudale e dalle pinne ventrali che, quando non nuota, sono posizionati in verticale e permettono all'animale di appoggiarsi sul fondo con una sorta di cavalletto treppiedi. 

Raggiunge una lunghezza massima di 38 cm.

## Alimentazione
Sospeso sul fondo, ponendosi controcorrente, si nutre di piccoli crostacei dello zooplancton.

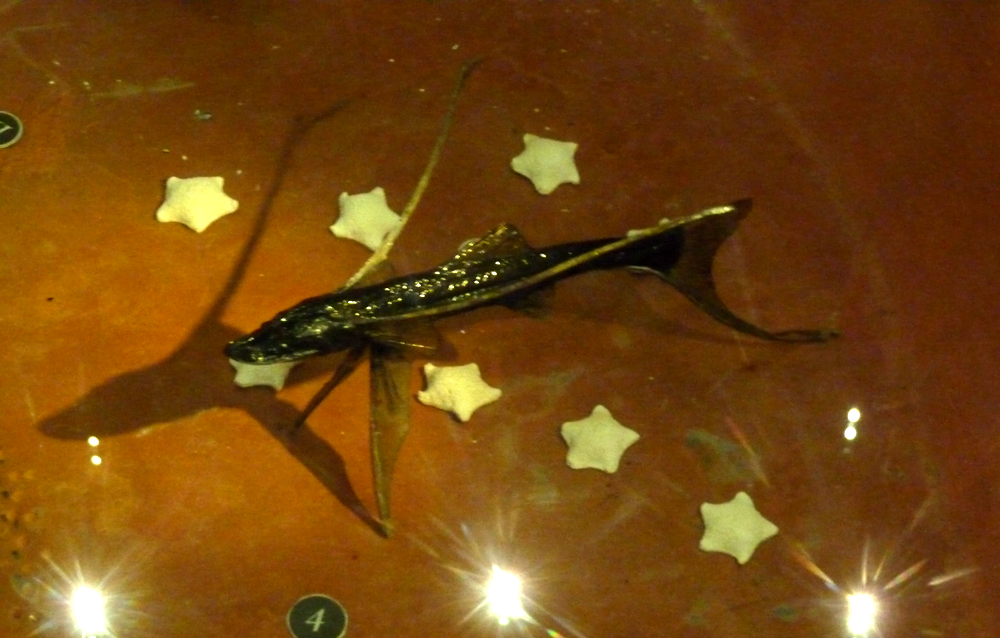
Individuo nell'insolita posizione di riposo.